# Dicropleon processae
Dicropleon processae är en kräftdjursart som beskrevs av Clements Robert Markham 1980. Dicropleon processae ingår i släktet Dicropleon och familjen Bopyridae. Inga underarter finns listade i Catalogue of Life.